# Rivergaro
Rivergaro – miejscowość i gmina we Włoszech, w regionie Emilia-Romania, w prowincji Piacenza.
Według danych na rok 2004 gminę zamieszkiwało 5506 osób, 128 os./km².